# أوغوست رينوار
بيير أوغوست رينوار (بالفرنسية: Pierre-Auguste Renoir ‎[pjɛʁ ogyst ʁənwaʁ]‏؛ 25 فبراير 1841 - 3 ديسمبر 1919)، رسام فرنسي. ولد في فرنسا لأسرة عاملة. وهو من رواد المدرسة الانطباعية، اهتم في أعماله بتصوير الملامح البشرية ومشاهدات من الحياة العامة السعيدة.

## بدايات

الحفل الراقص أمام طاحونة لاغاليت، 1876

بدأ رينوار حياته بالرسم على الخزف الصيني قبل أن يدرس الفن. وكثيراً ما كان يزور متحف اللوفر لدراسة لوحات أعظم الفنانين.
ويمكننا أيضًا أن نقول أن حياتة بدأت في التغيير عندما قابل ألفرد سيسلي وفريدريك بازيل وبالطبع كلود مونيه الذي أثر به وتأثر به أيضاً. والذي قابلهم أثناء دراستة بباريس عند الفنان شارلز جلاير عام 1862.
ولم يبدأ رينوار حياتة الفنية بكثير من النجاح كما هو الحال مع معظم الفنانين المشهوريين، لك أن تتخيل انه خلال فترة 1860 لم يجد اوجاست رينوار أموالا كافية ليشترى ادوات الرسم.
و لم يُكلل معرضة الأول بأى نجاح يذكر عام 1864, بل بدأت الناس تبحث عن اسم أوغوست رينوار على اللوحات بعد مضي 10 سنوات منذ ذلك التاريخ.
أي في 1874 وذلك لما حدث في هذا العام والذي أشعر رينوار بالتقدير الحقيقي له للمرة الأولى.
فلقد تمت استضافة ست من لوحاته في المعرض الأول للمدرسة الانطباعية. بل وفي نفس العام وضع له لوحتين مع دوراند رويل بلندن.

## ترحال
قام رينوار بالترحال إلى كثير من الدول التي شعر انها قريبة إلى قلبة واحب ان يراها رؤى العين، ففى عام 1881 سافر رينوار إلى الجزائر، ثم إلى مدريد لمشاهدة أعمال دييغو فيلاثكيث، ومنها إلى إيطاليا لمشاهدة ورسم بعض لوح رفائيل بروما.
اصيب رينوار بالالتهاب، ونتيجة لهذه الإصابة الحادة فقد اختار رينوار الجزائر لهوائها العليل ليتماثل الشفاء في ستة أسابيع، وهو نفس العام الذي التقى به بالملحن ريتشارد فاغنر، بمنزل الملحن بصقلية، وقام برسمه في خمسة وثلاثون دقيقة فقط.

## انطلاقات ونجاحات
قام رينوار برسم 15 لوحة في غضون شهر واحد فقط وكانت المناظر الطبيعية المحيطة به كنقطة حبر وقعت بكوب ماء، فأخذ يرسم ما حولة من شواطئ، وجبال، والمنحدرات، والخلجان.
و نفس اللوح صدرت عام 1983 كطوابع تذكارية لنفس الجزيرة التي صورها رينوار بلوحاته منذ 100 عام.

## زواجه
تزوج رينوار من ألين فيكتورين عام 1890 والتي كانت تعمل كموديل رسم، وبعد الزواج بدأ رينوار برسم زوجتة في أكثر من لوحة وفي حياتة اليومية، وظهر أولادة في أكثر من لوحة أيضاً وممرضتة، وابن عم زوجتة.
توج زواج رينوار بثلاثة أولاد والذين كانت لهم مواهب فنية أيضاً ولكن خاصة بالمسرح والتمثيل والإخراج.

## لوحاته

احد لوحات الفنان أوغوست رينوار

لوحات رينوار جديرة بالملاحظة والانبهار بقوة وروعة الألوان، فهى لوحات مشبعة بالالوان وقوية التضاد بين الضوء والظل، والتي تميز المدرسة الانطباعية التي يعد رينوار من أحد روادها.
احب رينوار المدرسة الواقعية في البداية
ومن أشهر لوحات رينوار أيضاً Dance at Le Moulin de la Galette والتي رسمت عام 1876 وهي تصوير لمكان قريب من سكنه بفرنسا
و أيضا من أشهر لوحاته [dance in the country] التي رسم صديقه وزوجة صديقه بها، ولوحة أخرى بعنوان (شقيقتان على الشرفة).

## بين الكلاسيكية والانطباعية
وحدث بعد أن زار رينوار إيطاليا عام 1881 وشاهد أعمال رفائيل اعتقد انه على الدرب الخاطيء، وبدأ في محاولة تغيير أسلوبة بأسلوب أكثر حده ومحاولة منه للعودة لدرب الكلاسيكية لعدة سنوات.
ولكنه مالبس ان عاد مرة أخرى إلى احضان المدرسة الانطباعية بعد عام.1890 ويمكننا الإحساس بذلك في لوحته فتيات على البيانو 1892 - Grandes Baigneuses 1918-1919

## حصاد
انتج الفنان رينوار آلاف اللوح وتم بيعها في كل أنحاء العالم واقبل عليها كل متذوقى الفن عامة ومتذوقى الانطباعية خاصةً.
وأخر ما تم بيعة من لوحات الفنان في المزاد العلنى كانت لوحتين احدهما بال أو مولا دو لاغاليت، حي مونمارتر ووصل سعرهما إلى 78.1 مليون دولار وكان ذلك عام 1990.
بعد مرحلة أولى كان فيها متأثرا بأعمال آنْغْرْ (سنوات 1884-1887 م)، أصبح له اهتمام أكثر بتصوير المشاهد الحِسية، وتشهد له بذلك اللوحات النسائية أو العارية (فتيات أمام البيانو، 1892 م؛ غابرييل صاحبة الوردة، 1911 م؛ المستحمات، ح. 1918 م، متحف أورساي).

## وفاته
لم يتوقف رينوار عن الرسم حتى في اخر أيام حياتة وقد عانى من التهاب المفاصل الذي جعله جليس كرسى متحرك، وفي عام 1919 زار رينوار متحف اللوفر لأخر مره في حياتة، ليرى لوحاتة معروضة جنبً إلى جنب مع لوحات الفنانين الكبار الذي لطالما درس لوحاتهم ونظر لهم بكل احترام واجلال.
توفى رينوار عام 1919 عن عمر يناهز الثامنة والسبعين.

## وصلات خارجية
- أوغوست رينوار على موقع IMDb (الإنجليزية)
- أوغوست رينوار على موقع الموسوعة البريطانية (الإنجليزية)
- أوغوست رينوار على موقع ميوزك برينز (الإنجليزية)
- أوغوست رينوار على موقع إن إن دي بي (الإنجليزية)
- أوغوست رينوار على موقع ديسكوغز (الإنجليزية)
- أوغوست رينوار على موقع قاعدة بيانات الفيلم (الإنجليزية)

وصلة المقال:
https://web.archive.org/web/20090402192800/http://www.elkopry.com/index.php?content=15